# Улед-Абдун
32°48′19″ пн. ш. 6°43′15″ зх. д. / 32.8052° пн. ш. 6.72089° зх. д.
Басейн Улед-Абдун (також відомий як басейн Улад-Абдун або басейн Хурибга) — фосфатно-осадовий басейн у Марокко, поблизу міста Хурибга. Він є найбільшим у Марокко, містить 44 % запасів фосфатів країни обсягом 26,8 млрд тонн. Він також відомий як важливе місце знахідок скам'янілостей хребетних з відкладеннями від пізньої крейди (сеноман — турон, 75 млн років) до еоцену (іпрський ярус, 25 млн років).

## Географія
Улед-Абдун розташований на захід від Атлаських гір, поблизу міста Хурибга. Басейн охоплює територію площею приблизно 100 на 45 км (4500 км²). Улед-Абдун є найбільшим і найпівнічнішим з основних фосфатних басейнів Марокко.

## Палеобіота
Басейн Улед-Абдун простягається від пізньої крейди до еоцену і містить велику кількість скам'янілостей морських хребетних, включаючи акул, кісткових риб, черепах, крокодилів та інших рептилій, а також морських птахів і невелику кількість наземних ссавців.

### Кісткові риби
| Кісткові риби з Khouribga Phosphates | Кісткові риби з Khouribga Phosphates | Кісткові риби з Khouribga Phosphates | Кісткові риби з Khouribga Phosphates | Кісткові риби з Khouribga Phosphates | Кісткові риби з Khouribga Phosphates | Кісткові риби з Khouribga Phosphates |
| Рід                                  | Види                                 | Місцезнаходження                     | Час                                  | Матеріал                             | Примітки                             | Зображення                           |
| ------------------------------------ | ------------------------------------ | ------------------------------------ | ------------------------------------ | ------------------------------------ | ------------------------------------ | ------------------------------------ |
| Enchodus                             | E. libycus                           |                                      | Маастрихтський                       |                                      | Енходонтид з ряду аулопоподібних     |                                      |
| Enchodus                             | E. bursauxi                          |                                      | Маастрихтський                       |                                      | Енходонтид з ряду аулопоподібних     |                                      |
| Enchodus                             | E. elegans                           |                                      | Маастрихтський                       |                                      | Енходонтид з ряду аулопоподібних     |                                      |
| Eoserrasalmimus                      | E. cattoi                            |                                      | Маастрихтський                       |                                      | Пікнодонтиформ.                      |                                      |
| Phacodus                             | P. punctatus var. africanus          |                                      | Маастрихтський                       |                                      | Пікнодонтиформ.                      |                                      |
| Pycnodontidae                        | Невизначений                         |                                      | Маастрихтський                       |                                      |                                      |                                      |
| Pseudoegertonia                      | P. sp.                               |                                      | Маастрихтський                       |                                      |                                      |                                      |
| Serrasalmimus                        | S. secans                            |                                      | Танетський                           |                                      | Хижий пікнодонтиформ.                |                                      |
| Stephanodus                          | S. libycus                           |                                      | Маастрихтський                       |                                      |                                      |                                      |
| Stratodus                            | S. apicalis                          |                                      | Маастрихтський                       |                                      | Алепісауроформа.                     |                                      |

### Акули
| Акули з Khouribga Phosphates | Акули з Khouribga Phosphates | Акули з Khouribga Phosphates | Акули з Khouribga Phosphates | Акули з Khouribga Phosphates | Акули з Khouribga Phosphates | Акули з Khouribga Phosphates |
| Рід                          | Види                         | ісцезнаходження              | Час                          | Матеріал                     | Примітки                     | Зображення                   |
| ---------------------------- | ---------------------------- | ---------------------------- | ---------------------------- | ---------------------------- | ---------------------------- | ---------------------------- |
| Abdounia                     | A. africana                  |                              | Selandian                    |                              | сіра акула.                  |                              |
| Casieria                     | C. maghrebiana               |                              | Selandian                    |                              |                              |                              |
| Chiloscyllium                | C. salvani.                  |                              | Selandian                    |                              | воббегонгоподібна акула.     |                              |
| Cretalamna                   | C. appendiculata             |                              | Maastrichtian                |                              |                              |                              |
| Cretalamna                   | C. maroccana                 |                              | Maastrichtian                |                              |                              |                              |
| Delpitoscyllium              | D. africanum                 |                              | Selandian                    |                              |                              |                              |
| Eostegostoma                 | E. sp.                       |                              | Selandian                    |                              | воббегонгоподібна акула.     |                              |
| Foumtizia                    | F. abdouni                   |                              | Selandian                    |                              |                              |                              |
| Galeorhinus                  | G. mesetaensis               |                              | Selandian                    |                              |                              |                              |
| Ginglymostoma                | G. chenanei                  |                              | Selandian                    |                              |                              |                              |
| Ginglymostoma                | G. khouribgaense             |                              | Selandian                    |                              |                              |                              |
| Hologinglymostoma            | H. jaegeri                   |                              | Selandian                    |                              |                              |                              |
| Khouribgaleus                | K. gomphorhiza               |                              | Selandian                    |                              |                              |                              |
| Metlaouia                    | M. delpiti                   |                              | Selandian                    |                              |                              |                              |
| Microscyliorhinus            | M. simplex                   |                              | Selandian                    |                              |                              |                              |
| Palaeogaleus                 | P. larachei                  |                              | Selandian                    |                              |                              |                              |
| Palaeorhincodon              | P. daouii                    |                              | Selandian                    |                              | воббегонгоподібна акула.     |                              |
| Porodermoides                | P. spanios                   |                              | Selandian                    |                              |                              |                              |
| Premontreia                  | P. peypouqueti               |                              | Selandian                    |                              |                              |                              |
| Premontreia                  | P. subulidens                |                              | Selandian                    |                              |                              |                              |
| Scyliorhinus                 | S. ptychtus                  |                              | Selandian                    |                              |                              |                              |
| Scyliorhinus                 | S. entomodon                 |                              | Selandian                    |                              |                              |                              |
| Scyliorhinus                 | S. sulcidens                 |                              | Selandian                    |                              |                              |                              |
| Serratolamna                 | S. serrata                   |                              | Maastrichtian                |                              |                              |                              |
| Serratolamna                 | S. khderii                   |                              | Maastrichtian                |                              |                              |                              |
| Squalicorax                  | S. pristodontus              |                              | Maastrichtian                |                              |                              |                              |
| Squalicorax                  | S. bassanii                  |                              | Maastrichtian                |                              |                              |                              |
| Squalicorax                  | S. africanus                 |                              | Maastrichtian                |                              |                              |                              |
| Squalicorax                  | S. microserratus             |                              | Maastrichtian                |                              |                              |                              |
| Squalicorax                  | S. benguerirensis            |                              | Maastrichtian                |                              |                              |                              |
| Triakis                      | T. antunesi                  |                              | Selandian                    |                              |                              |                              |

### Іншіхрящові риби
| Інші хрящові риби з Khouribga Phosphates | Інші хрящові риби з Khouribga Phosphates | Інші хрящові риби з Khouribga Phosphates | Інші хрящові риби з Khouribga Phosphates | Інші хрящові риби з Khouribga Phosphates | Інші хрящові риби з Khouribga Phosphates    | Інші хрящові риби з Khouribga Phosphates |
| Рід                                      | Види                                     | Місцезнаходження                         | Час                                      | Матеріал                                 | Примітки                                    | Зображення                               |
| ---------------------------------------- | ---------------------------------------- | ---------------------------------------- | ---------------------------------------- | ---------------------------------------- | ------------------------------------------- | ---------------------------------------- |
| Archaemanta                              | A. priemi                                |                                          | Selandian                                |                                          | скат.                                       |                                          |
| Burnhamia                                | B. cf. davisi                            |                                          | Selandian                                |                                          | мобула                                      |                                          |
| Coupatezia                               | C. larivei                               |                                          | Selandian                                |                                          | скат                                        |                                          |
| Coupatezia                               | C. fallax                                |                                          | Maastrichtian                            |                                          | скат                                        |                                          |
| Coupatezia                               | C. elevata                               |                                          | Maastrichtian                            |                                          | скат                                        |                                          |
| Dasyatis                                 | D. ponsi                                 |                                          | Selandian                                |                                          | скат                                        |                                          |
| Delpitia                                 | D. reticulata                            |                                          | Selandian                                |                                          | скат                                        |                                          |
| Gymnura                                  | G. delpiti                               |                                          | Selandian                                |                                          | скат                                        |                                          |
| Heterobatis                              | H. talbaouii                             |                                          | Selandian                                |                                          | скат                                        |                                          |
| Heterotorpedo                            | H. brahimi                               |                                          | Selandian                                |                                          | скат                                        |                                          |
| Hypolophodon                             | H. sp.                                   |                                          | Selandian                                |                                          | скат                                        |                                          |
| Rhombodus                                | R. binkhorsti                            |                                          | Maastrichtian                            |                                          | скат                                        |                                          |
| Rhombodus                                | R. microdus                              |                                          | Maastrichtian                            |                                          | скат                                        |                                          |
| Rhombodus                                | R. meridionalis                          |                                          | Maastrichtian                            |                                          | скат                                        |                                          |
| Schizorhiza                              | S. stromeri                              |                                          | Maastrichtian                            |                                          | Склероринхоїдний скат, схожий на рибу-пилу. |                                          |

### Крокодиломорфи
| Крокодиломорфи з Khouribga Phosphates | Крокодиломорфи з Khouribga Phosphates | Крокодиломорфи з Khouribga Phosphates | Крокодиломорфи з Khouribga Phosphates | Крокодиломорфи з Khouribga Phosphates | Крокодиломорфи з Khouribga Phosphates | Крокодиломорфи з Khouribga Phosphates |
| Рід                                   | Види                                  | Місцезнаходження                      | Час                                   | матеріал                              | Примітки                              | Зображення                            |
| ------------------------------------- | ------------------------------------- | ------------------------------------- | ------------------------------------- | ------------------------------------- | ------------------------------------- | ------------------------------------- |
| Arambourgisuchus                      | A. khouribgaensis                     |                                       | танецький                             |                                       | дирозаврид                            |                                       |
| Atlantosuchus                         | A. coupatezi                          |                                       | данський                              |                                       | дирозаврид.                           |                                       |
| Chenanisuchus                         | C. lateroculi                         |                                       | танецький                             |                                       | найбазальний відомий дирозаврид.      |                                       |
| Dyrosaurus                            | D. maghribensis                       |                                       | іпрський                              |                                       | дирозавр.                             |                                       |
| Maroccosuchus                         | M. zennaroi                           |                                       | іпрський                              |                                       | томістоміновий крокодил               |                                       |
| Ocepesuchus                           | O. eoafricanus                        |                                       | маастрихтський                        |                                       | гавіалоїдний крокодил                 |                                       |

### Лепідозаври
| Lepidosaurs з Khouribga Phosphates | Lepidosaurs з Khouribga Phosphates | Lepidosaurs з Khouribga Phosphates | Lepidosaurs з Khouribga Phosphates | Lepidosaurs з Khouribga Phosphates | Lepidosaurs з Khouribga Phosphates                                  | Lepidosaurs з Khouribga Phosphates |
| Рід                                | Види                               | Місцезнаходження                   | Час                                | Матеріал                           | Примітки                                                            | Зображення                         |
| ---------------------------------- | ---------------------------------- | ---------------------------------- | ---------------------------------- | ---------------------------------- | ------------------------------------------------------------------- | ---------------------------------- |
| Mosasaurus                         | M. beaugei                         |                                    | Maastrichtian                      |                                    | Великий мозазавр                                                    |                                    |
| Mosasaurus                         | M. hoffmannii                      |                                    | Maastrichtian                      |                                    | Великий мозазавр                                                    |                                    |
| Eremiasaurus                       | E. heterodontus                    |                                    | Maastrichtian                      |                                    | Мозазавр із незвичайним ріжучим зубом.                              |                                    |
| Halisaurus                         | H. arambourgi                      |                                    | Maastrichtian                      |                                    | Галізавриновий мозазавр                                             |                                    |
| Globidens                          | G. phosphaticus                    |                                    | Maastrichtian                      |                                    | Мозазавр зі спеціальними дробильними зубами.                        |                                    |
| Globidens                          | G. simplex                         |                                    | Maastrichtian                      |                                    | Мозазавр зі спеціальними дробильними зубами.                        |                                    |
| Globidens                          | G. aegyptiacus                     |                                    | Maastrichtian                      |                                    | Зараз відноситься до власного роду Igdamanosaurus.                  |                                    |
| Igdamanosaurus                     | I. aegyptiacus                     |                                    | Maastrichtian                      |                                    |                                                                     |                                    |
| Carinodens                         | C. minalmamar                      |                                    | Maastrichtian                      |                                    | Маленький мозазавр із дробильними зубами.                           |                                    |
| Platecarpus                        | P. ptychodon                       |                                    | Maastrichtian                      |                                    | nomen dubium. Тепер згадується як власний рід Gavialimimus.         |                                    |
| Gavialimimus                       | G. almaghribensis                  |                                    | Maastrichtian                      |                                    | Незвичайний довгомордий пліоплатекарпіновий мозазавр.               |                                    |
| Prognathodon                       | P. currii                          |                                    | Maastrichtian                      |                                    | Великий мозазавр                                                    |                                    |
| Prognathodon                       | P. giganteus                       |                                    | Maastrichtian                      |                                    | Великий мозазавр                                                    |                                    |
| Thalassotitan                      | T. atrox                           |                                    | Maastrichtian                      |                                    | Мозазаврин великого розміру з потужними щелепами                    |                                    |
| Pluridens                          | P. serpentis                       |                                    | Maastrichtian                      |                                    | Великий галізавриновий мозазавр, також відомий з Нігеру та Нігерії. |                                    |
| Xenodens                           | X. calminechari                    |                                    | Maastrichtian                      |                                    | Маленький мозазавр із незвичайними зубами, як у акули.              |                                    |
| Pachyvaranus                       | P. crassispondylus                 |                                    | Maastrichtian                      |                                    | Пахиваранід                                                         |                                    |
| Palaeophis                         | P. maghrebianus                    |                                    | Ypresian                           |                                    | Палеофіїдова морська змія.                                          |                                    |

### Плезіозаври
| Плезіозаври з фосфатів Хурібга | Плезіозаври з фосфатів Хурібга | Плезіозаври з фосфатів Хурібга | Плезіозаври з фосфатів Хурібга | Плезіозаври з фосфатів Хурібга | Плезіозаври з фосфатів Хурібга              | Плезіозаври з фосфатів Хурібга |
| Рід                            | Види                           | Місцезнаходження               | Час                            | Матеріал                       | Примітки                                    | Зображення                     |
| ------------------------------ | ------------------------------ | ------------------------------ | ------------------------------ | ------------------------------ | ------------------------------------------- | ------------------------------ |
| Zarafasaura                    | Z. oceanis                     |                                | Маастрихтський                 |                                | Еласмозавр із надзвичайно коротким черепом. |                                |

### Черепахи
| Черепахи з фосфатів Khouribga | Черепахи з фосфатів Khouribga | Черепахи з фосфатів Khouribga | Черепахи з фосфатів Khouribga | Черепахи з фосфатів Khouribga | Черепахи з фосфатів Khouribga                                                     | Черепахи з фосфатів Khouribga |
| Рід                           | Види                          | Місцезнаходження              | Час                           | Матеріал                      | Примітки                                                                          | Зображення                    |
| ----------------------------- | ----------------------------- | ----------------------------- | ----------------------------- | ----------------------------- | --------------------------------------------------------------------------------- | ----------------------------- |
| Alienochelys                  | A. selloumi                   |                               | маастрихтський                |                               | Морська черепаха з потужними щелепами.                                            |                               |
| Araiochelys                   | A. hirayamai                  |                               |                               |                               |                                                                                   |                               |
| Argillochelys                 | A. africana                   |                               | іпрський                      |                               | Панхелоніїдна морська черепаха.                                                   |                               |
| Bothremys                     | B. kellyi                     |                               | дансько-танецький             |                               |                                                                                   |                               |
| Bothremys                     | B. maghrebiana                |                               | дансько-танецький             |                               |                                                                                   |                               |
| Brachyopsemys                 | B. tingitana                  |                               | данський                      |                               | Сандовнідна морська черепаха                                                      |                               |
| Euclastes                     | E. wielandi                   |                               | данський                      |                               |                                                                                   |                               |
| Labrostochelys                | L. galkini                    |                               | данський                      |                               |                                                                                   |                               |
| Ocepechelon                   | O. bouyai                     |                               | маастрихтський                |                               | Гігантська протостегідна морська черепаха з незвичайною мордою, схожою на піпетку |                               |
| Puppigerus                    | P. camperi                    |                               | іпрський                      |                               |                                                                                   |                               |
| Rhothonemys                   | Р. brinkmani                  |                               | данський                      |                               |                                                                                   |                               |
| Tasbacka                      | T. ouledabdounensis           |                               | данський                      |                               |                                                                                   |                               |
| Taphrosphys                   | Т. ippolitoi                  |                               | данський                      |                               |                                                                                   |                               |
| Ummulisani                    | U. rutgersensis               |                               | іпрський                      |                               |                                                                                   |                               |

### Птерозаври
| Птерозаври з фосфатів Хурібга | Птерозаври з фосфатів Хурібга | Птерозаври з фосфатів Хурібга | Птерозаври з фосфатів Хурібга | Птерозаври з фосфатів Хурібга | Птерозаври з фосфатів Хурібга                                                   | Птерозаври з фосфатів Хурібга |
| Рід                           | Види                          | Місцезнаходження              | Час                           | Матеріал                      | Примітки                                                                        | Зображення                    |
| ----------------------------- | ----------------------------- | ----------------------------- | ----------------------------- | ----------------------------- | ------------------------------------------------------------------------------- | ----------------------------- |
| Alcione                       | A. elainus                    |                               | Маастрихтський                |                               | Никтозаврид, який демонструє можливі адаптації до пірнання.                     |                               |
| Barbaridactylus               | B. grandis                    |                               | Маастрихтський                |                               | Никтозаврид.                                                                    |                               |
| Simurghia                     | S. robusta                    |                               | Маастрихтський                |                               | Никтозаврид, споріднений Alcione                                                |                               |
| Phosphatodraco                | P. mauritanicus               |                               | Маастрихтський                |                               | Аждархід                                                                        |                               |
| cf Arambourgiania             | A. sp ?                       |                               | Маастрихтський                |                               | Гігантський аждархід, можливо, належить до йорданського таксону Arambourgiania. |                               |
| Azhdarchidae                  | Indet.                        |                               | Маастрихтський                |                               | Новий таксон, наразі без назви.                                                 |                               |
| Tethydraco                    | T. regalis                    |                               | Маастрихтський                |                               | Може бути аждархідом або птеранодонтидом.                                       |                               |

### Динозаври
Скам'янілі рештки птахів у басейні включають найдавніших птахів в Африці. Представлено принаймні три ряди та декілька родин морських птахів, у тому числі Procellariiformes (альбатроси та буревісники), Pelecaniformes (пелікани та їхні родичі), та Anseriformes (гусеподібні, включаючи викопні Presbyornithidae).
| Динозаври з фосфатів Хурібга | Динозаври з фосфатів Хурібга | Динозаври з фосфатів Хурібга | Динозаври з фосфатів Хурібга | Динозаври з фосфатів Хурібга | Динозаври з фосфатів Хурібга                                    | Динозаври з фосфатів Хурібга |
| Рід                          | Види                         | Місцезнаходження             | Час                          | Матеріал                     | Примітки                                                        | Зображення                   |
| ---------------------------- | ---------------------------- | ---------------------------- | ---------------------------- | ---------------------------- | --------------------------------------------------------------- | ---------------------------- |
| Ajnabia                      | A. odysseus                  |                              | маастрихтський               |                              | маленький ламбеозавриновий гадрозавр ; перший відомий з Африки. |                              |
| Chenanisaurus                | C. barbaricus                |                              | маастрихтський               |                              | великий абелізаврид                                             |                              |
| Titanosauria indet.          | невизначений                 |                              | маастрихтський               |                              | новий таксон, наразі без назви.                                 |                              |
| Dasornis                     | D. tolapica                  |                              | селандський                  |                              | пелагорнітида                                                   |                              |
| Dasornis                     | D. emuinus                   |                              | іпрський                     |                              | пелагорнітида                                                   |                              |
| Lithoptila                   | L. abdounensis               |                              | танецький                    |                              | морський птах, родинний сучасним фаетонам.                      |                              |

### Ссавці
| Ссавці з фосфатів Khouribga | Ссавці з фосфатів Khouribga | Ссавці з фосфатів Khouribga | Ссавці з фосфатів Khouribga | Ссавці з фосфатів Khouribga | Ссавці з фосфатів Khouribga | Ссавці з фосфатів Khouribga |
| Рід                         | Види                        | Місцезнаходження            | Час                         | Матеріал                    | Примітки                    | Зображення                  |
| --------------------------- | --------------------------- | --------------------------- | --------------------------- | --------------------------- | --------------------------- | --------------------------- |
| Abdounodus                  | A. hamdii                   |                             | танетсько-іпрський          |                             |                             |                             |
| Daouitherium                | D. rebouli                  |                             | іпрський                    |                             | ранній хоботний             |                             |
| Eritherium                  | E. azzouzorum               |                             | танецький                   |                             | ранній хоботний             |                             |
| Hadrogeneios                | H. phosphaticus             |                             | селандсько-танецький        |                             |                             |                             |
| Ocepeia                     | O. daouiensis               |                             | селандський                 |                             |                             |                             |
| Ocepeia                     | O. grandis                  |                             | танецький                   |                             |                             |                             |
| Phosphatherium              | P. escuilliei               |                             | селандський                 |                             | ранній хоботний             |                             |
| Boualitomus                 | B. marocanensis             |                             | селандський                 |                             | гієнодонтид                 |                             |
| Lahimia                     | L. selloumi                 |                             | селандський                 |                             | гієнодонтид                 |                             |
| Stylolophus                 | S. minor                    |                             | іпрський                    |                             | ембрітопод.                 |                             |
| Stylolophus                 | S. major                    |                             | іпрський                    |                             | ембрітопод.                 |                             |